# Luca Andronache
Luca Andronache, né le 26 juillet 2003 à Bucarest en Roumanie, est un footballeur roumain qui évolue au poste d'avant-centre à l'Oțelul Galați.

## Biographie

### En club
Né à Bucarest en Roumanie, Luca Andronache est formé par l'Académie Gheorghe Hagi, pour ensuite commencer sa carrière dans le club partenaire du Viitorul Constanța, devenu ensuite le Farul Constanța. Il joue son premier match en professionnel le 5 août 2020, lors d'une rencontre de championnat face au FC Dinamo 1948. Il entre en jeu à la place d'Alexi Pitu et les deux équipes se neutralisent (1-1 score final).
Il remporte son premier titre en étant sacré champion de Roumanie lors de la saison 2022-2023, le Farul Constanța remportant le premier titre de son histoire,.
Andronache inscrit son premier but en professionnel le 24 avril 2024, lors d'une rencontre de championnat face au Rapid Bucarest. Il marque après son entrée en jeu et contribue à la victoire des siens par trois buts à un.

### En sélection
Luca Andronache représente l'équipe de Roumanie des moins de 17 ans. Il joue un total de sept matchs avec cette sélection, entre 2019 et 2020, et marque un but.

## Palmarès
Farul Constanța
- Championnat de Roumanie (1) :
  - Champion : 2022-2023.